# Ivan Olbracht

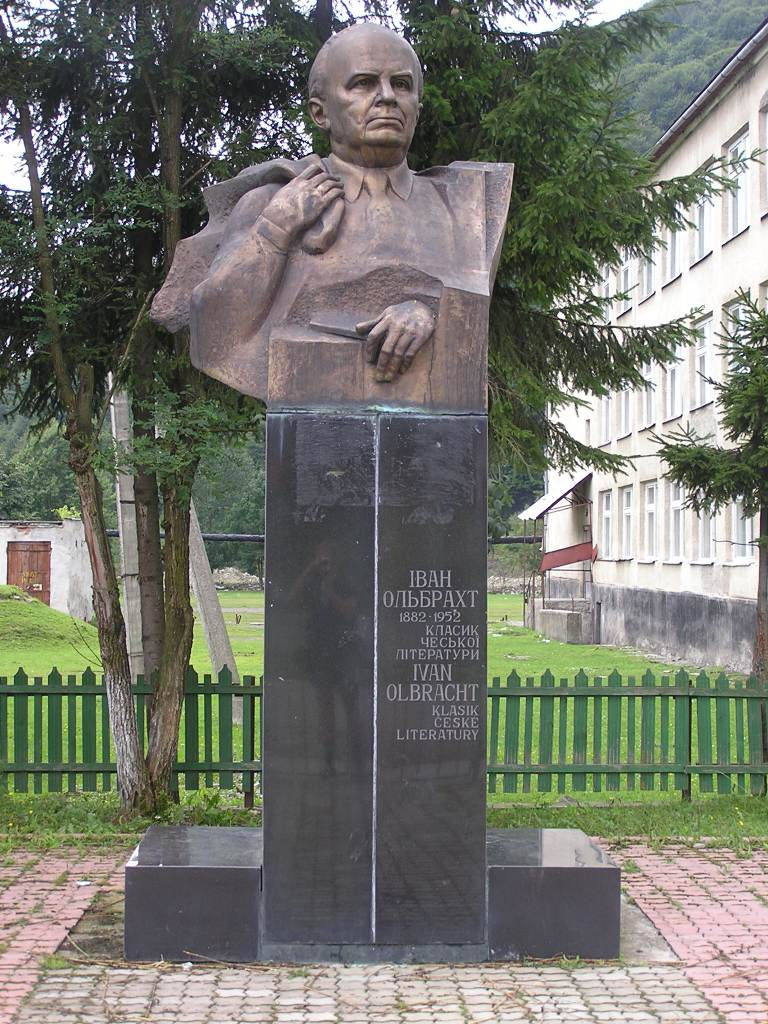
Ivan Olbracht emlékműve a ma Ukrajnához tartozó Kolocsava faluban.

Ivan Olbracht (született: Kamil Zeman; 1882. január 6. – 1952. december 20.) cseh cenzor, író, újságíró és német prózafordító volt.

## Életrajza
Antal Stašek író és zsidó származású, katolikus hitre tért felesége, Kamila Schönfeldová fia. Olbracht Prágában és Berlinben jogot és filozófiát tanult, azonban még a diploma megszerzése előtt otthagyta, és az újságírói pályát választotta. Először 1905-ben kezdte el szerkeszteni a bécsi szociáldemokrata munkásújságot (Dělnické listy), ahol 1916-ig dolgozott. 1905-ben kezdett el szépirodalmi műveket publikálni, elsősorban pszichológiai témájú elbeszéléseket és regényeket írt. Írói életének ez a szakasza egybeesett az első világháborúval. A háború utáni művei a fikció és a valós események keveredésével kísérleteznek.
Később szerkesztő lett Prágában (Právo lidu, "A nép joga"). 1920-ban hat hónapot töltött a Szovjetunióban. A következő évben belépett Csehszlovákia Kommunista Pártjába, és a Rudé právo munkatársa lett. Kommunista nézetei miatt kétszer is bebörtönözték, először 1926-ban (Slezská Ostravában), majd 1928-ban (a pankráci börtönben).
1929-ben Olbracht hat másik íróval együtt aláírt egy tiltakozó nyilatkozatot a kommunista párt új vezetése ellen. Ennek következtében kizárták a pártból, és elvesztette szerkesztői állását. Politikai kötelezettségek és munka nélkül teljes mértékben az írás felé fordította figyelmét. Az ezt követő évek a legtermékenyebbek közé tartoztak. 1931-től kezdve rendszeresen utazott a Csehszlovákia keleti részén fekvő Kárpátaljára. A főként ruszin parasztok és zsidók által lakott vidék mély benyomást tett rá. Az ott szerzett élményei inspirálták legjobb műveinek egy részét. Az 1933-ban megjelent Nikola Šuhaj loupežník (Nikola Šuhaj, törvényen kívüli) című regénye valós személyen alapult. A történet egy paraszt Robin Hoodról szólt, aki kirabolta a gazdagokat, hogy a szegényeket ellássa. A könyv végül népmesei státuszt kapott.
1934-ben társszerzője volt a Marijka nevěrnice (Marijka, a hűtlen) forgatókönyvének. A következő évben kiadta a Hory a staletí (Hegyek és évszázadok) című művét, amely politikai néprajz és a csehszlovák kormány Podkarpatszka Ruszban folytatott, szerinte gyarmatosító politikájának kritikája volt. 1937-ben jelent meg Golet v údolí (Golet a völgyben) című könyve. A könyv három egymásba fonódó történetből állt, amelyek ortodox zsidókról szóltak. A leghosszabb történet a „Smutné oči Hany Karadžičové” (Hana Karadžičová szomorú szemei) volt, amely egy zsidó lány szomorú története, akit falujában kiközösítenek, mert feleségül megy egy ateista zsidóhoz. A „Golet a völgyben” volt az utolsó műve. A Kárpátaljai Ruszinföldön játszódó könyveit tartják a legjobbjainak, amelyekben tükröződik a dokumentarista realizmus és a fiktív dráma ötvözésének tehetsége.
Az üldöztetéstől való félelem a második világháború alatt a kisvárosba, Stříbřecbe űzte. Ott ismét belépett a kommunista pártba, és aktívan részt vett az ellenállásban. A háború után egy ideig a Tájékoztatási Minisztériumban dolgozott. Írásai ebben az időszakban adaptációkra korlátozódtak, többek között bibliai történetek gyermekeknek szóló újramondására.

## Válogatott művei
- Anna Proletářka (Anna Proletářka(wd))
- Podivné přátelství herce Jesenia
- Nikola Šuhaj loupežník(wd)
- Zamřížované zrcadlo

### Magyarul megjelent
- Régi szép idők: Vidám történet az Osztrák-Magyar Monarchia és az első Csehszlovák Köztársaság idejéből (Bejvávalo – Devět veselých povídek z Rakouska i republiky) – Szépirodalmi, Budapest, 1958 · Fordította: Zádor András · Illusztrálta: Bozóky Mária
- Átokvölgye / Nyikola Suhaj, a betyár (Golet v udoli / Nikola Šuhaj loupežník) – Európa, Budapest 1959 · Fordította: Zádor András
- Proletár Anna / Nyikola Suhaj, a betyár (Anna Proletářka / Nikola Šuhaj loupežník) – Kossuth, Budapest 1960 · Fordította: Zádor András
- Nyikola Suhaj, a betyár (Nikola Šuhaj loupežník) – Szépirodalmi, Budapest 1961 · Fordította: Zádor András
- Anna / Átokvölgye / Vándorcirkusz (Anna Proletářka / Golet v udoli) – Európa, Budapest 1963 · Fordította: Ágai Ágnes, Szőke István, Zádor András
- A hódító (Dobyvatel) – Európa, Budapest 1964 · Fordította: Szekeres György
- A legsötétebb börtön / Jesenius színész különös barátsága (Zalár nejtemnjsi) – Európa, Budapest 1968 · Fordította: Zádor András · Illusztrálta: Szász Endre
- Átokvölgye (Golet v udoli) – Magyar Helikon, Budapest 1969 · Fordította: Zádor András · Illusztrálta: Würtz Ádám
- Vándorcirkusz (Bratr Žak) – Helikon, Budapest 1971 · Fordította: Ágai Ágnes · Illusztrálta: Kondor Lajos
- A bölcs Bidpai és állatai (O mudrci Bidpajovi a jeho zvířátkách) – Madách, Bratislava, 1973 · ISBN 9631106632 · Fordította: Mayer Judit · Illusztrálta: Josef Liesler(wd)
- Anna (Anna Proletářka) – Európa, Budapest 1976  · Fordította: Szőke István · Illusztrálta: Engel Tevan István
- Kárpátaljai trilógia (Golet v údolí magyar) – Európa / Madách, Budapest / Pozsony, 1987  · ISBN 9630742756 · Fordította: Zádor András
- Átokvölgye / Nikola Suhaj (Golet v udoli / Nikola Šuhaj loupežník) – General Press, Budapest 2005 · ISBN 9639598526 · Fordította: Zádor András

## Filmek
- Marijka-nevěrnice (1933), Ivan Olbracht, Karel Nový(wd), Vladislav Vančura
- Prstýnek (1944), rendező: Martin Frič(wd)
- Nikola Šuhaj (1947), rendező: Miroslav Josef Krňanský(wd)
- Anna proletářka (1952, rendezte Karel Steklý(wd); és TV-film 1980, rendező: Antonín Dvořák(wd))
- Komedianti (1953, a Bratr Žak című novella alapján, rendezte Vladimír Vlček(wd))
- Nikola Šuhaj loupežník (1977, TV), rendező: Evžen Sokolovský(wd)
- Balada pro banditu (1978), rendező: Vladimír Sís(wd)
- Golet v údolí (1995), rendező: Zeno Dostál(wd)
- Hanele (1999), rendező: Karel Kachyňa, főszereplő: Lada Jelínková(wd)
- Olbracht & Kolochava {2009}, rendező: Szergej Gubszkij (Ukrajna)

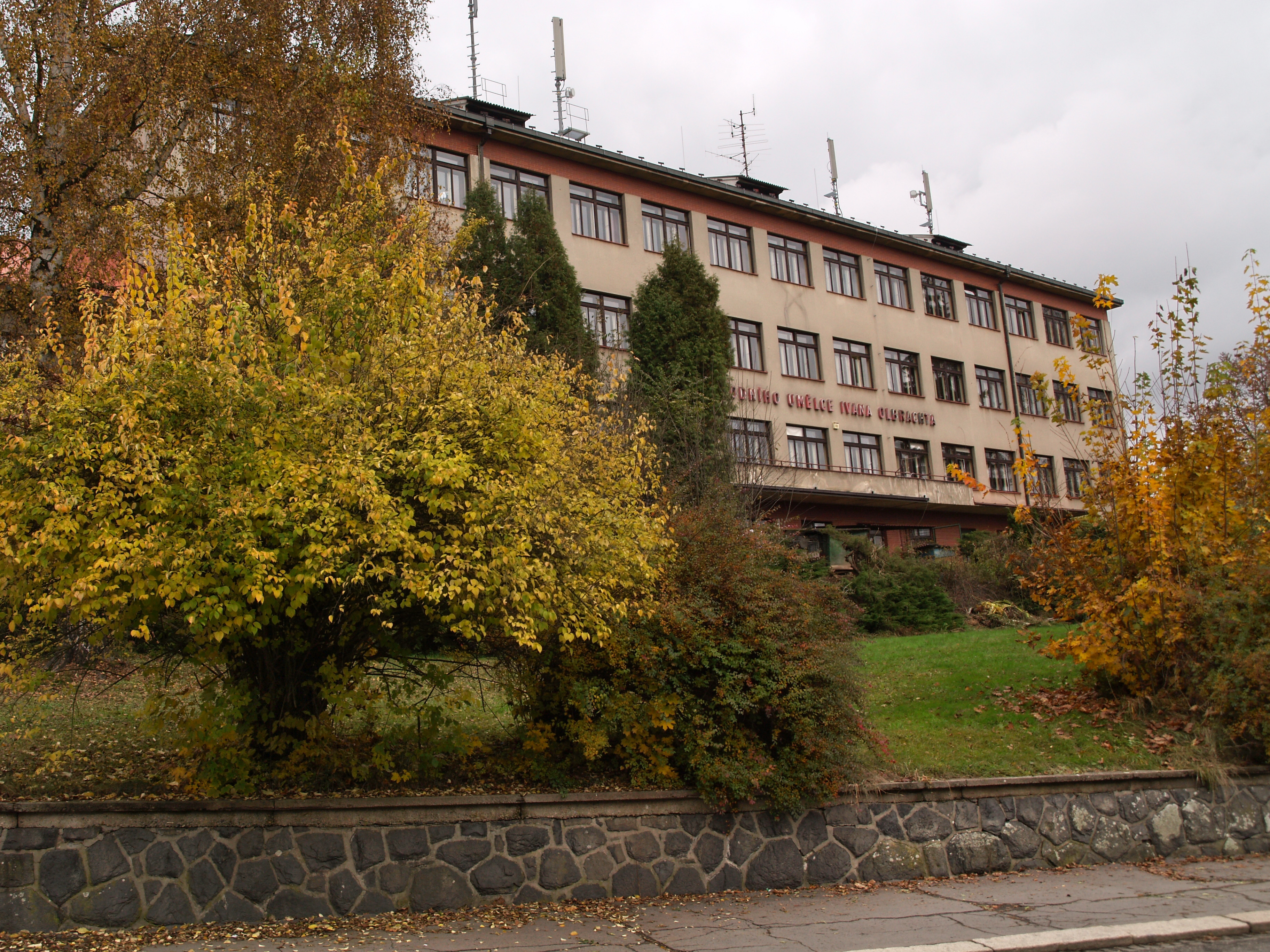
Olbrachtról elnevezett iskola a csehországi Semily városában.

## Fordítás
- Ez a szócikk részben vagy egészben  az   Ivan Olbracht című angol Wikipédia-szócikk fordításán alapul.  Az eredeti cikk szerkesztőit annak laptörténete sorolja fel. Ez a jelzés csupán a megfogalmazás eredetét és a szerzői jogokat jelzi, nem szolgál a cikkben szereplő információk forrásmegjelöléseként.